# Єлизаветинський (Курська область)
Єлизаветинський (рос. Елизаветинский) — хутір в Хомутовському районі Курської області Російської Федерації.
Населення становить 4[2] особи. Входить до складу муніципального утворення посёлок Хомутовка.

## Історія
Населений пункт розташований на території українського етнічного та культурного краю Східна Слобожанщина.
Від 2004 року входить до складу муніципального утворення посёлок Хомутовка.

## Населення
| 2002 | 2010 | 2014 | 2016 | 2017 | 2018 | 2019 |
| ---- | ---- | ---- | ---- | ---- | ---- | ---- |
| 67   | ↘24  | ↘15  | ↘7   | ↗8   | →8   | ↘6   |
| 2020 | 2021 | 2021 |      |      |      |      |
| →6   | ↘4   | →4   |      |      |      |      |